# اندی کورتیس
اندی کورتیس (انگلیسی: Andy Curtis؛ زادهٔ ۲ دسامبر ۱۹۷۲) بازیکن فوتبال اهل بریتانیا است.
از باشگاه‌هایی که در آن بازی کرده‌است می‌توان به باشگاه فوتبال پیتربورو یونایتد، باشگاه فوتبال یورک سیتی، باشگاه فوتبال کترینگ تاون، و باشگاه فوتبال بوستون یونایتد اشاره کرد.